# Assassins (manga)
Pour les articles homonymes, voir Assassin.
Assassins (スズキさんはただ静かに暮らしたい, Suzuki-san wa tada shizuka ni kurashitai) est un seinen manga de Hirohisa Satō, prépublié entre 2014 et début 2016 dans le magazine Monthly Comic Zenon et publié par l'éditeur Tokuma Shoten en trois volumes reliés sortis entre avril 2015 et mars 2016. La version française est éditée par Komikku Éditions depuis août 2016.

## Personnages
Suzuki
C'est une tueuse à gage parfois colérique avec un lourd passé, ayant assassiné son père. Elle aide Jinsuke, son voisin de 10 ans, à fuir la police après que quelqu'un a tué la mère de celui-ci. Elle se prend peu à peu d'affection pour le petit garçon et tente d'éviter qu'il ne rentre dans le monde des meurtriers. Finalement, Jinsuke ne devient pas tueur parce qu'il a tiré sur Suzuki sans faire exprès, il éprouve du remords. Elle est sauvée. Finalement elle donne des faux papiers à Jinsuke pour qu'il puisse vivre normalement jugeant que s'il reste avec elle il y aurait du danger. Elle part vivre une vie tranquille comme avant à Tokyo.

## Liste des volumes
| no | Japonais          | Japonais          | Français         | Français          |
| no | Date de sortie    | ISBN              | Date de sortie   | ISBN              |
| -- | ----------------- | ----------------- | ---------------- | ----------------- |
| 1  | 20 avril 2015     | 978-4-19-980266-9 | 25 août 2016     | 978-2-372-87145-7 |
| 2  | 19 septembre 2015 | 978-4-19-980295-9 | 10 novembre 2016 | 978-2-372-87146-4 |
| 3  | 19 mars 2016      | 978-4-19-980336-9 | 16 mars 2017     | 978-2-37287-148-8 |

## Réception critique
En France, Le Monde.fr rappelle le parallèle qui a été établi avec le film Léon de Luc Besson, « qui met en scène des personnages dans des situations similaires », mais « pense aussi au gekiga classique Hanzō no Mon et à toutes les séries où le mentorat initiatique est au centre du récit. Un dessin très fin, et un art certain du scénario. On attend avec impatience de savoir où nous mènera le reste de l'histoire ».